# Karel Martel van Anjou

Wapen van Karel Martel van Anjou

Karel Martel van Anjou, Frans: Charles Martel d'Anjou, Italiaans: Carlo Martello (Napels, 8 september 1271 - aldaar, 12 augustus 1295) was titulair koning van Hongarije.
Karel was een zoon van Karel II van Napels en  Maria van Hongarije (een dochter van Stefanus V van Hongarije).
Toen Karel 18 jaar oud was, werd hij door de paus benoemd tot titulair koning van Hongarije, als opvolger van zijn oom van moederskant, de kinderloos overleden koning Ladislaus IV van Hongarije. Hij slaagde er echter nooit in om daadwerkelijk over Hongarije te heersen, zijn rivaal en neef Andreas III van Hongarije was daar de facto koning.
Hij huwde met Clemence van Habsburg (overleden 1295, dochter van de Duitse keizer Rudolf I van Habsburg).
Zij kregen drie kinderen:
- Karel I van Hongarije (1288-1341), koning van Hongarije
- Beatrix (1290-1345), gehuwd met Jean II de La Tour du Pin, dauphin van Viennois
- Clementina (1293-1328), gehuwd met Lodewijk X van Frankrijk

## Voorouders
| Voorouders van Karel Martel van Anjou | Voorouders van Karel Martel van Anjou                                          | Voorouders van Karel Martel van Anjou                                          | Voorouders van Karel Martel van Anjou                                           | Voorouders van Karel Martel van Anjou                                           | Voorouders van Karel Martel van Anjou                                          | Voorouders van Karel Martel van Anjou                                          | Voorouders van Karel Martel van Anjou                                          | Voorouders van Karel Martel van Anjou                                          |
| ------------------------------------- | ------------------------------------------------------------------------------ | ------------------------------------------------------------------------------ | ------------------------------------------------------------------------------- | ------------------------------------------------------------------------------- | ------------------------------------------------------------------------------ | ------------------------------------------------------------------------------ | ------------------------------------------------------------------------------ | ------------------------------------------------------------------------------ |
| Overgrootouders                       | Lodewijk VIII van Frankrijk (1187-1226) ∞ 1200 Blanca van Castilië (1188-1252) | Lodewijk VIII van Frankrijk (1187-1226) ∞ 1200 Blanca van Castilië (1188-1252) | Raymond Berengarius V van Provence (1198-1245) ∞ Beatrix van Savoye (1205-1266) | Raymond Berengarius V van Provence (1198-1245) ∞ Beatrix van Savoye (1205-1266) | Béla IV van Hongarije (1206-1270) ∞ Maria Laskarina (1206-1270)                | Béla IV van Hongarije (1206-1270) ∞ Maria Laskarina (1206-1270)                | ? (-} ∞ 1253 ? (-)                                                             | ? (-} ∞ 1253 ? (-)                                                             |
| Grootouders                           | Karel van Anjou (1226-1285) ∞ 1246 Beatrix van Provence (1234-1267)            | Karel van Anjou (1226-1285) ∞ 1246 Beatrix van Provence (1234-1267)            | Karel van Anjou (1226-1285) ∞ 1246 Beatrix van Provence (1234-1267)             | Karel van Anjou (1226-1285) ∞ 1246 Beatrix van Provence (1234-1267)             | Stefanus V van Hongarije (1240-1272) ∞ 1253 Elisabeth van Koemanië (1240-1290) | Stefanus V van Hongarije (1240-1272) ∞ 1253 Elisabeth van Koemanië (1240-1290) | Stefanus V van Hongarije (1240-1272) ∞ 1253 Elisabeth van Koemanië (1240-1290) | Stefanus V van Hongarije (1240-1272) ∞ 1253 Elisabeth van Koemanië (1240-1290) |
| Ouders                                | Karel II van Napels (1254-1309) ∞ 1270 Maria van Hongarije (1257-1323)         | Karel II van Napels (1254-1309) ∞ 1270 Maria van Hongarije (1257-1323)         | Karel II van Napels (1254-1309) ∞ 1270 Maria van Hongarije (1257-1323)          | Karel II van Napels (1254-1309) ∞ 1270 Maria van Hongarije (1257-1323)          | Karel II van Napels (1254-1309) ∞ 1270 Maria van Hongarije (1257-1323)         | Karel II van Napels (1254-1309) ∞ 1270 Maria van Hongarije (1257-1323)         | Karel II van Napels (1254-1309) ∞ 1270 Maria van Hongarije (1257-1323)         | Karel II van Napels (1254-1309) ∞ 1270 Maria van Hongarije (1257-1323)         |

## Trivia
Karel Martel van Anjou wordt door Dante genoemd in De goddelijke komedie (Paradiso VIII 31-IX 1-9), wanneer de schrijver hem ontmoet in de hemel van Venus.